# Kenyang
Die Sprache Nyang (auch Kenyang, Banyang, Manyang) ist die wichtigste südbantoide Sprache aus der Sprachgruppe der Mamfe-Sprachen.
Das Kenyang wurde im Jahre 1992 noch von insgesamt 65.000 Personen aus dem Volk der Wakenyang gesprochen.